# إيغون هيلبرت
إيغون هيلبرت (بالألمانية: Egon Hilbert) هو موزع نمساوي، ولد في 19 مايو 1899 في فيينا في النمسا، وتوفي بنفس المكان في 18 يناير 1968.

## وصلات خارجية
- إيغون هيلبرت على موقع مونزينجر (الألمانية)

ناجون من معسكر اعتقال داخاو